# Klepini
Klepini (gr. Κλεπίνη, tur. Arapköy) – wieś na Cyprze, w dystrykcie Kirenia. Obecnie znajduje się w granicach Cypru Północnego.